# Граждановедение
Граждановедение — наука о правах и обязанностях граждан государства. Граждановедение является междисциплинарной наукой, сочетающей в себе элементы истории, экономики, политики и права.
Граждановедение может преподаваться в рамках курса «Основы гражданственности», входящего в блок социальных наук. Предмет может заменять собой обществоведение (обществознание). Одна из основных целей преподавания — воспитательная. За счет изучения многочисленных аспектов общества, включая мораль, культуру, спорт и семью, должно достигаться формирование полноценного гражданина.

## Великобритания
Предмет «Основы гражданственности» преподаются в Великобритании с начала XX века.

## Россия
В советский период в школах велось преподавание предмета «Обществоведение» на основе марксистско-ленинской философии, который показал свою низкую воспитательную эффективность и к концу 1980-х годов потребовал пересмотра.
В связи с произошедшими политическими преобразованиями и становлением в России правового государства и гражданских институтов, вместо «Обществоведения» были предложены новые дисциплины, в том числе «Граждановедение» или «Основы гражданственности», а также «Обществознание».
По состоянию на 2006 год предмет в образовательный стандарт не входил и преподавался в старших классах факультативно, хотя в конце 1990-х годов он преподавался как основной школьный предмет, вели его зачастую учителя истории. В 2000-х годах учебник «Граждановедение» издавался в соответствии с утверждённой Министерством образования Российской Федерации авторской программой курса граждановедения для 5-7 классов общеобразовательных учреждений.